# Alphonse Dubois de Saligny
Alphonse Dubois de Saligny, de son nom complet Jean Pierre Isidore Alphonse Dubois de Saligny, né à Caen le 8 avril 1809  et mort à Saint-Martin-du-Vieux-Bellême (Orne) le 6 novembre 1888, est un diplomate français. 
Il fut envoyé en république du Texas, reconnue par la France, afin d'en empêcher l'annexion par les États-Unis. 

## Biographie
Fils d'un collecteur d'impôts de Bonaparte, il fit carrière au ministère des Affaires étrangères. Dès 1838, diplomate français à Washington, il finalise une mission pour un accord de libre-échange franco-texan, basé sur le coton, matière première alors très demandée, au moment où les Américains voient d'un bon œil la création de la république du Texas. En mars 1839, la France, en conflit avec le Mexique au sujet du non-recouvrement de dettes obligataires, est le premier pays à reconnaître la nouvelle république du Texas. James Pinckney Henderson, ambassadeur à Paris et Londres, futur gouverneur texan, y négocie un emprunt de 5 millions de dollars. Londres lui fait un signer un traité sur l'interdiction de l'esclavage, partiellement respecté. Le 25 septembre 1839, le roi de France Louis-Philippe Ier le nomma ambassadeur de la France auprès de la toute jeune république du Texas, qui fut annexée par les États-Unis en 1846. Il est nommé « chargé d’affaires » à Austin.
Dubois acquiert 22 acres de terres en septembre 1840 pour y construire une légation ou un « avant-poste diplomatique ». Il ne vécut qu’un mois dans sa nouvelle maison. Après une querelle avec un aubergiste de la région, appelée la « guerre des cochons », Dubois quitta Austin en avril 1841. Il organise ensuite le soutien à la Compagnie franco-texienne, projet de deux Français, Jean Pierre Hippolyte Basterrèche et Pierre François de Lassaulx, prévoyant l'installation de 8 000 Français au Texas. Le projet de loi prévoit aussi la construction et l’entretien de vingt forts militaires pendant vingt ans. Soutenu par Sam Houston, il est approuvé par la Chambre mais doit encore être accepté par le Sénat.
Le projet de Dubois de Saligny et de ses associés a très mauvaise presse. Il déchaîne les passions, les critiques, et risque d'être rejeté. Finalement il est remplacé par une loi, à l'origine de la brouille de Dubois de Saligny, envers l'un de ses bénéficiaires, le Français Henri Castro. Le projet débouchera sur la création de Castroville. Castro, son promoteur, arrive à Washington en décembre 1841, pour y rencontrer les officiels américains que connait Dubois de Saligny. Une délégation française s'installe à Austin, dans ce qui est l'une des plus anciennes bâtisses de la ville, tandis que la république du Texas a son ambassade à Paris, dans l'hôtel de Vendôme, adjacent à la place Vendôme dans le 2e arrondissement.
Alphonse Dubois de Saligny fait venir de France l'abbé Odin, qui récupère toutes les églises texanes abandonnées par les Mexicains. De janvier 1843 à janvier 1844, le vicomte Jules de Cramayel assure son intérim, mais il revient en 1844.
Il est ensuite ambassadeur aux Pays-Bas de 1848 à 1850.
Alphonse Dubois de Saligny joua un rôle plus tard dans les tentatives de Napoléon III de conquérir le Mexique, où il était ambassadeur. 
Grand officier de la Légion d'honneur, il était maire de la commune de Saint-Martin-du-Vieux-Bellême (Orne) où il meurt en 1888.